# Parigi-Corrèze 2009
La Parigi-Corrèze 2009, nona edizione della corsa, si svolse dal 5 al 6 agosto 2009 su un percorso di 342 km ripartiti in 2 tappe, con partenza da Saint-Amand-Montrond e arrivo a Chaumeil. Fu vinta dallo spagnolo Francisco Ventoso della CarmioOro & A-Style davanti al francese Freddy Bichot e allo svizzero Laurent Beuret.

## Tappe
| Tappa  | Data     | Percorso                     | km    | Vincitore di tappa | Leader cl. generale |
| ------ | -------- | ---------------------------- | ----- | ------------------ | ------------------- |
| 1ª     | 5 agosto | Saint-Amand-Montrond > Besse | 194,2 | Freddy Bichot      | Freddy Bichot       |
| 2ª     | 6 agosto | Tulle > Chaumeil             | 147,6 | Wesley Sulzberger  | Francisco Ventoso   |
| Totale | Totale   | Totale                       | 342   |                    |                     |

## Dettagli delle tappe

### 1ª tappa
- 5 agosto: Saint-Amand-Montrond > Besse – 194,2 km

| Pos. | Corridore      | Squadra         | Tempo    |
| ---- | -------------- | --------------- | -------- |
| 1    | Freddy Bichot  | Agritubel       | 5h00'58" |
| 2    | Laurent Beuret | CarmioOro & A   | a 3"     |
| 3    | Bert De Waele  | Landbouwkrediet | a 5"     |

| Pos. | Corridore      | Squadra         | Tempo    |
| ---- | -------------- | --------------- | -------- |
| 1    | Freddy Bichot  | Agritubel       | 5h00'58" |
| 2    | Laurent Beuret | CarmioOro & A   | a 3"     |
| 3    | Bert De Waele  | Landbouwkrediet | a 5"     |

### 2ª tappa
- 6 agosto: Tulle > Chaumeil – 147,6 km

| Pos. | Corridore         | Squadra           | Tempo    |
| ---- | ----------------- | ----------------- | -------- |
| 1    | Wesley Sulzberger | FDJ               | 3h38'13" |
| 2    | Julien Simon      | Besson Chaussures | a 6"     |
| 3    | Matthieu Sprick   | Bouygues          | a 8"     |

| Pos. | Corridore         | Squadra       | Tempo    |
| ---- | ----------------- | ------------- | -------- |
| 1    | Francisco Ventoso | CarmioOro & A | 8h39'50" |
| 2    | Freddy Bichot     | Agritubel     | a 57"    |
| 3    | Laurent Beuret    | CarmioOro & A | a 1'00"  |

## Classifiche finali

### Classifica generale
| Pos. | Corridore          | Squadra                 | Tempo    |
| ---- | ------------------ | ----------------------- | -------- |
| 1    | Francisco Ventoso  | CarmioOro & A-Style     | 8h39'50" |
| 2    | Freddy Bichot      | Agritubel               | a 57"    |
| 3    | Laurent Beuret     | CarmioOro & A-Style     | a 1'00"  |
| 4    | Bert De Waele      | Landbouwkrediet-Colnago | a 1'02"  |
| 5    | Guillaume Levarlet | FDJ                     | a 1'27"  |
| 6    | Frederik Wilmann   | Joker Bianchi           | s.t.     |
| 7    | Maxime Mederel     | Auber '93               | a 1'30"  |
| 8    | Pierre Cazaux      | Roubaix Lille Metropole | a 1'34"  |
| 9    | William Bonnet     | Bouygues Télécom        | a 1'48"  |
| 10   | Julien Loubet      | Ag2r-La Mondiale        | a 1'56"  |